# Epipagis brunneoflavalis
Epipagis brunneoflavalis là một loài bướm đêm trong họ Crambidae.